# Nina Hollein
Nina Hollein (* 9. Februar 1971 in Wien) ist eine österreichische Architektin, Autorin und Modedesignerin.

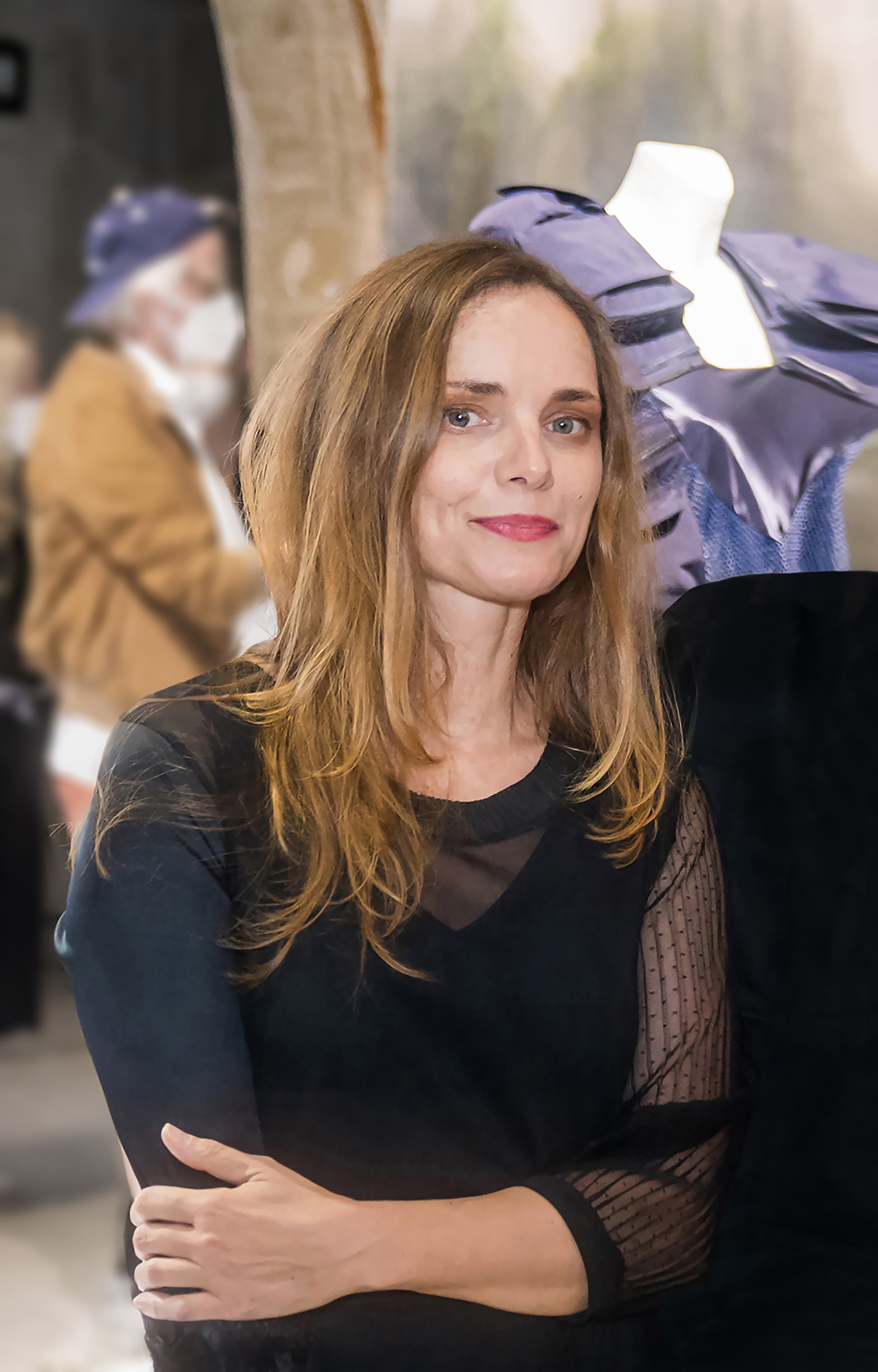
Nina Hollein auf der Vernissage von Palindrome in Frankfurt (Juli 2021)

## Leben
Hollein wuchs als Tochter einer Altphilologin und eines Designers in Wien und Linz auf. Über Holleins Onkel Laurids Ortner, den Mitgründer der Architekten- und Künstlergruppe Haus-Rucker-Co, und Manfred Ortner wurde Holleins Interesse an Architektur schon früh geweckt. Nach Abschluss der Matura studierte Hollein Architektur an der Technischen Universität Wien.
Nach dem Diplom zog sie 1996 nach New York City und arbeitete in den Büros von Peter Eisenman und Tod Williams Billie Tsien Architects. 2001 zog sie zusammen mit ihrem Mann Max Hollein nach Frankfurt am Main. Dort war sie für das Architektenbüro Albert Speer tätig. Nach Geburt ihres ersten Kindes arbeitete sie als Buchautorin, schrieb Rezensionen und verfasste Essays für Kinderbücher.
Zusätzlich schrieb Hollein als Autorin u. a. für die Frankfurter Allgemeine Zeitung und Prinz. 2009 gründete Hollein ein eigenes Modelabel für Frauen und Kinder. Für Holleins erste Kollektionen wurde sie im selben Jahr mit dem Preis der „Stilblüte“ ausgezeichnet.

## Bücher
- Schnipp Schnapp Matisse (Abenteuer Kunst). Prestel Verlag, München 2002, ISBN 3-7913-2753-4.
- Yves Klein macht blau. Hatje Cantz Verlag, Berlin 2004, ISBN 978-3-7757-1486-0.

## Ausstellungen
- „Palindrome“ im Kunstverein Familie Montez: Zusammen mit Holleins Bruder Philipp Schweiger, Juli bis August 2021.[10][11][12][13]
- „Homecoming“ im Schlossmuseum Linz, Mai–Oktober 2024[14]
- "Inspiration comes from Everyday Life" zusammen mit der Fotografin Elfie Semotan im Austrian Cultural Forum New York, Mai–September 2024[15][16]

## Privates
Hollein ist mit dem Kurator und Museumsdirektor Max Hollein (* 1969) verheiratet. Sie lebt mit ihren drei Kindern und ihrem Mann in New York City.